# 순의 (조위)
순의(荀顗, ? ~ 274년)는 중국 조위, 서진의 관료로, 자는 경천(景倩)이며 영천군 영음현 사람이다. 순욱의 6남이다. 위, 진에서 사공 · 사도 등 고위 관직을 역임했고, 서진 성립에 공헌했으나 그 과정에서 사마씨에게 아첨한다 하여 명성이 깎였다.

## 같이 보기
- 삼국지 인물 목록